# Стоян, Константин Владимирович
Константин Владимирович Стоян (род. 14 апреля 1959, Кривой Рог, Днепропетровская область) — советский и российский военачальник. Участник боевых действий чеченских кампаний. Начальник Рязанского высшего военного командного училища связи (военного института). Военный комиссар Краснодарского края Северо-Кавказского военного округа. Начальник военного института при Кубанском государственном аграрном университете. Кандидат педагогических наук. Профессор. Заслуженный военный специалист Российской Федерации. Генерал-майор.

## Биография
Родился 14 апреля 1959 года в городе Кривой Рог Днепропетровской области.

### Образование
- 1980 году Полтавское высшее военное командное училище связи
- 1982 году Военная академия связи имени С. М. Будённого
- 2005 году ВА ГШ

### На воинской службе
В 1976—1980 гг. — курсант Полтавского высшего военного командного училища связи.
1980—1987 гг. — служба в подвижном узле связи ГШ ВС на различных должностях.
1987—1990 гг. — слушатель Военной академии связи имени С. М. Будённого
1990—1993 гг. — начальник штаба — заместитель командира отдельного полка связи Главного штаба Сухопутных войск.
1993—1996 гг. — командир отдельного полка связи общевойсковой армии (СКВО).
1996—2001 гг. — военный комиссар Северского района Краснодарского края (СКВО).
2001—2002 гг. — заместитель начальника Новочеркасского военного института связи.
2002—2006 гг. — начальник Рязанского высшего военного командного училища связи (военного института).
2005 г. — слушатель Военной академии Генерального штаба ВС РФ.
В 2008 г. окончил Краснодарский юридический институт.
С 2006 года в соответствии с Указом Президента Российской Федерации и Приказом министра обороны РФ назначен военным комиссаром Краснодарского края, начальником Краснодарского гарнизона.
2006—2009 военный комиссар Краснодарского края

### В запасе
С 2013 года Инспектор Группы инспекторов Объединённого стратегического командования Южного военного округа Министерства обороны Российской Федерации. Живёт и работает в городе Краснодар.
С 2015 года Начальник военного института при Кубанском государственном аграрном университете.

## Семья
- жена
- дети: два сына офицеры.

## Знаки отличия
- Орден «За военные заслуги» (Россия)
- Медаль Жукова
- Медаль «За укрепление боевого содружества»
- Юбилейная медаль «300 лет Российскому флоту»
- Юбилейная медаль «50 лет Вооружённых Сил СССР»[3]
- Юбилейная медаль «60 лет Вооружённых Сил СССР»[4]
- Юбилейная медаль «70 лет Вооружённых Сил СССР»[5]
- Медаль «200 лет Министерству обороны»
- Медаль «За безупречную службу» I степени
- Медаль «За безупречную службу» II степени
- Медаль «За безупречную службу» III степени
- Медаль «За ратную доблесть» и др.
- Награждён Почётной грамотой Рязанской областной Думы[6]